# دالماتيا (مقاطعة رومانية)
دالماتيا كانت مقاطعة رومانية. اسمها مشتق من اسم قبيلة إيليرية تسمى دالماتي (Dalmatae)، والتي كانت تعيش في المنطقة الوسطى من الساحل الشرقي للبحر الأدرياتيكي. وهو يشمل الجزء الشمالي من ألبانيا الحالية، والكثير من كرواتيا، والبوسنة والهرسك، والجبل الأسود، وكوسوفو، وصربيا، وبالتالي كانت تغطي مساحة أكبر بكثير من منطقة دالماتيا الكرواتية الحالية. في الأصل كانت تسمى هذه المنطقة إيليريا (باليونانية) أو إيليريكوم (باللاتينية).

## أعلام
- كايوس

## الروابط الخارجية
- Map
- Map